# Leptochilus guichardi
Leptochilus guichardi är en stekelart som beskrevs av Giordani Soika 1973. Leptochilus guichardi ingår i släktet Leptochilus och familjen Eumenidae. Inga underarter finns listade i Catalogue of Life.